# Internationale Hockey-Liga
Den Internationale Hockey-Liga (IHL) (russisk: Межнациональная хоккейная лига, tr. Mesjnatsionalnaja Khokkejnaja Liga (MHL)) var fra 1992 til 1996 den højst rangerende ishockeyliga i SNG.
Ligaen erstattede i 1992 den sovjetiske ishockeyliga, som i sæsonen 1991-92 blev afviklet for sidste gang. Efter fire sæsoner blev ligaen nedlagt, og erstattet af Ruslands Superliga.
De fire mesterskaber, der i ligaens korte levetid blev spillet om, blev vundet af HK Dynamo Moskva (3 titler) og HK Lada Toljatti (1 titel).

## Sæsoner
| Sæson   | Hold | Slutspil             | Slutspil                  | Grundspilsvindere | Grundspilsvindere |
| Sæson   | Hold | Mester               | Finalist                  | Vest-konferencen  | Øst-konferencen   |
| ------- | ---- | -------------------- | ------------------------- | ----------------- | ----------------- |
| 1992-93 | 24   | HK Dynamo Moskva (1) | HK Lada Toljatti          | HK Dynamo Moskva  | HK Lada Toljatti  |
| 1993-94 | 24   | HK Lada Toljatti (1) | HK Dynamo Moskva          | HK Lada Toljatti  | HK Lada Toljatti  |
| 1994-95 | 28   | HK Dynamo Moskva (2) | HK Lada Toljatti          | Torpedo Jaroslavl | HK Lada Toljatti  |
| 1995-96 | 28   | HK Dynamo Moskva (3) | HK Metallurg Magnitogorsk | HK Lada Toljatti  | HK Lada Toljatti  |